# Carlo Ancelotti
Carlo Ancelotti (Reggiolo, Emilia-Romaña, 10 de junio de 1959) es un exfutbolista y entrenador de fútbol italiano. Como futbolista jugaba en la posición de centrocampista. Actualmente es entrenador de la selección de fútbol de Brasil.
Considerado como uno de los directores técnicos más prestigiosos, exitosos y laureados de la historia del fútbol, ostenta el récord de ser hasta ahora el único entrenador en haber llegado a ganar al menos cinco de las siete grandes ligas europeas (España, Italia, Alemania, Inglaterra y Francia; en realidad la Liga Portuguesa y la máxima competición holandesa siguen superando a la francesa en estadística deportiva) de la UEFA. Asimismo, tras la conquista de la Copa Intercontinental de la FIFA 2024, se convierte en el entrenador más laureado en la historia del Real Madrid C. F.
Actualmente ocupa el cuarto puesto como entrenador que más partidos ha dirigido en las cinco grandes ligas europeas tras Arsène Wenger (1208), George Ramsay (1183) y Alex Ferguson (1035), con 926.
Es el entrenador con más títulos internacionales conquistados con un total de 15, habiendo ganado la Liga de Campeones y la Supercopa de Europa un total de cinco ocasiones cada una (récord); ha dirigido también en seis finales de la Liga de Campeones, llegando a esta instancia más veces que ningún otro entrenador. Asimismo, iguala a Carlos Bianchi y Pep Guardiola como entrenadores con más títulos internacionales a nivel interconfederativo, con un total de cuatro; divididos en tres Copas Mundiales de Clubes de la FIFA y una Copa Intercontinental de la FIFA.

## Trayectoria como futbolista

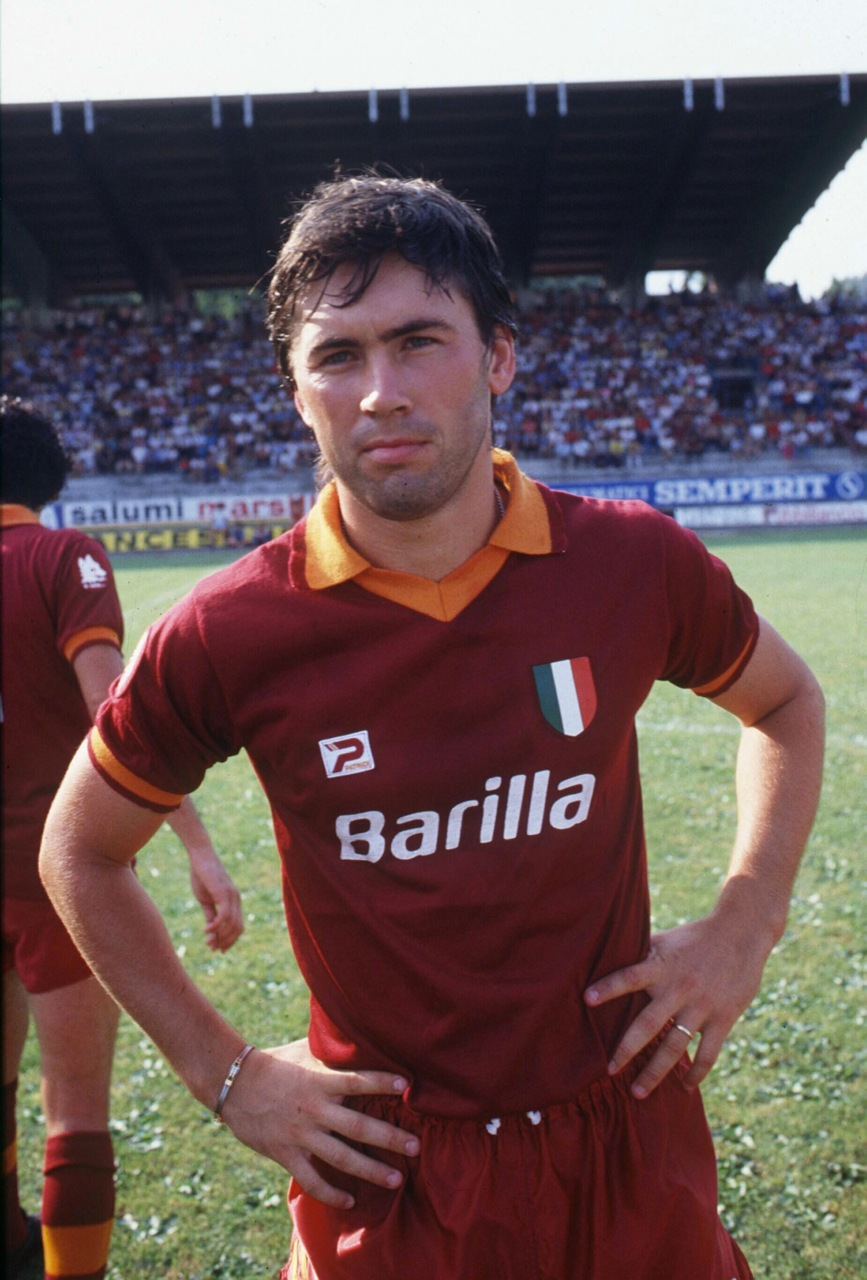
Carlo Ancelotti en 1983 a sus 24 años de edad en el Club Associazione Sportiva Roma en Italia.

Ancelotti se inició profesionalmente en el Parma, en las categorías juveniles antes de que en 1976 debutara en el primer equipo de los parmesanos.
Tras su paso por el Parma, en 1979 se marchó a la Roma, donde Carletto jugó junto a grandes futbolistas como Paulo Roberto Falcão, Bruno Conti, Agostino di Bartolomei y fue dirigido por uno de sus grandes maestros: Nils Liedholm. Un técnico que le enseñó mucho y que fue vital para su progreso futbolístico y para su exitosa carrera. Luego estuvo a las órdenes de Sven-Göran Eriksson que por entonces era un joven e innovador técnico.
Debutó en la Serie A el 16 de septiembre de 1979, en un Roma 0-0 Milan.
En las filas de la Roma conquistó una Scudetto (1983) y cuatro Copas de Italia (1980, 1981, 1984, 1986). El centrocampista italiano vivió en Roma la primera gran etapa de su carrera, en la que destaca el Scudetto del 83, o la final de la Copa de Europa de 1984 ante el Liverpool en Roma, en la que no pudo jugar. Todo ello pese a los infortunios que padeció en forma de lesiones graves que le impidieron jugar regularmente.
Permaneció en la Roma durante ocho temporadas, hasta 1987 cuando ingresó en las filas del Milan, donde iba a formar parte de uno de los mejores conjuntos de la historia del fútbol, en el que Ancelotti fue una de las piezas básicas en el centro del campo, junto a Roberto Donadoni. Berlusconi confió en Sacchi y este implantó un sistema táctico que encajaron a la perfección los componentes de una plantilla, en la que destacaban entre otros: Marco van Basten, Ruud Gullit, Frank Rijkaard, Franco Baresi, Paolo Maldini.
En el cuadro rossonero ganó dos veces la Copa de Europa, la Supercopa de Europa, la Copa Intercontinental y la Liga italiana, en dos ocasiones, la última en 1992, año en que se retiraría del fútbol profesional en actividad.
Con la selección de Italia fue internacional en 26 ocasiones y anotó un gol. Jugó con la selección italiana dos Copas del Mundo y dos Eurocopas.

### Participaciones en las Copas del Mundo
| Mundial                        | Sede   | Resultado        |
| ------------------------------ | ------ | ---------------- |
| Copa Mundial de Fútbol de 1986 | México | Octavos de final |
| Copa Mundial de Fútbol de 1990 | Italia | Tercer lugar     |

### Participaciones en la Eurocopa
| Eurocopa      | Sede     | Resultado |
| ------------- | -------- | --------- |
| Eurocopa 1988 | Alemania | Semifinal |

## Trayectoria como entrenador

### Inicios
Como técnico, Ancelotti se inició como asistente de Arrigo Sacchi en Italia (1992-1995). Ancelotti se estrenó como primer entrenador en 1995, entrenando a la AC Reggiana 1919, con la que consiguió el ascenso a la Serie A.

### Parma
En 1996, fue contratado por el Parma FC, equipo donde inició su carrera de jugador, y logró un subcampeonato en la Serie A 1996-97 y una 6.ª posición en la Serie A 1997-98.

### Juventus
Posteriormente, en 1999, pasó a entrenar a la Juventus, pero allí no lograría resultados excesivamente positivos (la Juve perdió el Scudetto en la última jornada de la temporada 1999-2000 y fue subcampeona en la temporada 2000-01). Además, contaba con la oposición de los aficionados más radicales del conjunto de Turín. Finalmente, fue cesado del banquillo bianconero en junio de 2001.

### AC Milan

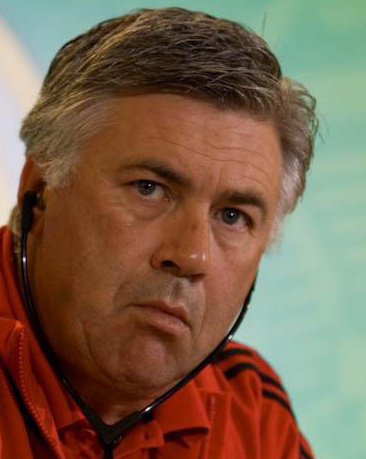
Carlo Ancelotti en Italia durante su etapa como entrenador en el Club Associazione Calcio Milán en 2007 a sus 48 años de edad.

Pero poco después, en noviembre de 2001, fue fichado por el AC Milan para sustituir a Fatih Terim en la dirección técnica del primer equipo. Con Ancelotti en el banquillo, y con jugadores como Andriy Shevchenko, Manuel Rui Costa y Paolo Maldini, el conjunto rossonero logró ganar la Liga de Campeones de la UEFA en 2003, tras derrotar en la tanda de penaltis a la Juventus; y también ganó la Copa de Italia, esta vez frente a la Roma (resultado global de 6-3). En diciembre de 2003, cayó frente a Boca Juniors de Carlos Bianchi en la Copa Intercontinental jugada en Japón. Al año siguiente logró el Scudetto (2004), y en 2005 vio cómo se le escapó el título de campeón de Europa tras ir ganando por 3-0 al Liverpool, y al final, tras una heroica remontada del equipo inglés, el Milan cayó en la tanda de penaltis. En 2007 se repitió la misma final de la Champions League y esta vez sí se impuso el Milan al Liverpool, tomándose la revancha por 2-1 y conquistando así Ancelotti su segundo título de la máxima competición europea.
Carlo Ancelotti se convirtió a su vez en una de las siete personas que han conseguido ganar el título máximo de clubes europeos como jugador y como entrenador. Lo lograron también Miguel Muñoz, Johan Cruyff, Giovanni Trapattoni, Frank Rijkaard, Josep Guardiola y Zinedine Zidane.
Las dos siguientes temporadas fueron menos satisfactorias, pues el conjunto lombardo sólo pudo obtener el 5.º puesto en la Serie A 2007-08 y el 3.º en la Serie A 2008-09.

### Chelsea
El 1 de junio de 2009, se oficializó su fichaje por el Chelsea FC, abandonando así el AC Milan, el club de toda su vida. En su primera temporada en Stamford Bridge, consiguió el doblete (ganó la Premier League, marcando más de 100 goles y que se le resistía al equipo blue desde 2006; y la FA Cup). Sin embargo, el día 22 de mayo de 2011, se anunció su marcha del conjunto londinense, después de no haber logrado ningún título en la temporada 2010-2011.

### París Saint-Germain
El 30 de diciembre de 2011, el Paris Saint-Germain confirmó su contratación como nuevo técnico del conjunto parisino, aunque no pudo mantener el liderato en la segunda vuelta y finalizó subcampeón en su debut en la Ligue 1. En su segunda temporada en el Parc des Princes, el equipo francés dominó claramente el campeonato y ganó la Ligue 1 2012-13, un título que no conquistaba desde 1994. En la Copa de Francia y la Liga de Campeones, fue eliminado en cuartos de final.

### Real Madrid (1.ª etapa)
El 25 de junio de 2013, Ancelotti fue confirmado como nuevo entrenador del Real Madrid. El equipo blanco terminó la primera vuelta de la Liga en tercer puesto, a tres puntos del líder. El 18 de enero de 2014, Ancelotti consiguió su victoria número 500 como entrenador profesional. El 16 de abril, en su partido 900, logró proclamarse campeón de la Copa del Rey ante el FC Barcelona (2-1). Aunque no pudo ganar la Liga, quedando finalmente 3.º a tres puntos de diferencia del Atlético de Madrid, redondeó la temporada con la conquista de la Champions doce años después de la última, la décima Copa de Europa del conjunto blanco, la quinta en su carrera en general y la tercera como entrenador.
Carlo Ancelotti es uno de los entrenadores con más finales disputadas: tres finales de Champions League con el AC Milan en 2003, 2005 y 2007 y otras tres con el Real Madrid en 2014, 2022 y 2024. Es también el entrenador que más ediciones de la Champions League disputó con más equipos diferentes (7): Juventus, AC Milan, Chelsea, París Saint-Germain, Real Madrid, Bayern de Múnich y Napoli. También es uno de los mejores entrenadores de la historia reciente de la Liga de Campeones, tras conseguir 5 trofeos con 2 equipos diferentes.
Al comenzar la temporada 2014-15, Ancelotti sumó otro título con el Real Madrid al ganar la Supercopa de Europa, tras imponerse al Sevilla FC en Gales por 2-0. Se le escapó la Supercopa de España, que ganó el Atlético de Madrid; pero acabó el año sumando su cuarto trofeo, el Mundial de Clubes, tras imponerse 2-0 a San Lorenzo de Almagro en la final.
Tras este exitoso año, el 2015 comenzaba con un revés, ya que el Atlético de Madrid eliminaba al conjunto blanco en octavos de final de la Copa del Rey. Cuatro meses después, el 13 de mayo, el Real Madrid fue eliminado en semifinales de la Liga de Campeones por la Juventus de Turín, y apenas unos días después, al empatar con el Valencia, el equipo blanco se quedaba sin opciones de ganar la Liga. El 25 de mayo de 2015, Florentino Pérez anunció que el técnico italiano no continuaría en el banquillo del Real Madrid. Tras salir del club español, Ancelotti rechazó una oferta para volver al A. C. Milan e inició un año sabático.

### Bayern de Múnich
El 20 de diciembre de 2015, el Bayern de Múnich confirmó que Ancelotti sería su nuevo entrenador para las tres próximas temporadas, sustituyendo a Pep Guardiola a partir de junio de 2016. El 11 de junio de 2016, Ancelotti fue presentado oficialmente como entrenador del Bayern de Múnich por Karl-Heinz Rummenigge.
En agosto consiguió la Supercopa de Alemania, logrando títulos oficiales en cinco países diferentes. En la Liga de Campeones, llevó al conjunto bávaro hasta los cuartos de final, donde fue eliminado por el Real Madrid, su último equipo; mientras que cayó en semifinales de la Copa de Alemania contra el Borussia Dortmund. Finalmente, terminó la temporada ganando la Bundesliga a 3 jornadas para el final del torneo.
Su segunda temporada en el banquillo del Allianz Arena comenzó venciendo la Supercopa de Alemania; pero el 28 de septiembre de 2017, un día después de perder 3-0 ante el París Saint-Germain en la Liga de Campeones, fue despedido como técnico del Bayern de Múnich.

### Napoli
El 23 de mayo de 2018, el SSC Napoli anunció su llegada como nuevo entrenador, firmando un contrato de 3 años de duración. En su primera temporada en el banquillo del San Paolo, mantuvo al conjunto napolitano como el principal oponente de la Juventus de Turín en el país transalpino, finalizando la primera vuelta de la Serie A en 2.ª posición, a 9 puntos del líder; y obteniendo el subcampeonato a falta de 3 jornadas para el término del torneo.
El 10 de diciembre de 2019, tras obtener la clasificación para octavos de final de la Liga de Campeones pero ocupando la 7.ª posición de la Serie A, el club confirmó la destitución de Ancelotti, siendo sustituido por Gennaro Gattuso.

### Everton
El 21 de diciembre de 2019, el Everton FC comunicó que había llegado a un acuerdo con Ancelotti para ocupar su banquillo durante los próximos 4 años y medio. Se hizo cargo del equipo toffee cuando ocupaba la 15.ª posición en la Premier League 2019-20 y lo dejó en 12.º puesto al término del campeonato. Posteriormente, en la Premier League 2020-21, mejoró hasta el 10.º lugar en la tabla.

### Real Madrid (2.ª etapa)
El 1 de junio de 2021, se anunció su retorno al Real Madrid, firmando un contrato para las tres siguientes temporadas. Nombró como segundo entrenador a su hijo Davide, pero cuando Carlo estuvo de baja por COVID-19 le sustituyó Abián Perdomo al no contar el primero con la licencia UEFA Pro, necesaria para ejercer de primer o segundo entrenador. El 16 de enero de 2022, ganó la Supercopa de España tras vencer en las semifinales al FC Barcelona y en la final al Athletic Club, vigente campeón. Casi cinco meses después ganó la Liga española, el único título que le faltaba con el club blanco, convirtiéndose en el primer técnico que gana el título liguero en las cinco grandes ligas europeas: España, Italia, Inglaterra, Alemania y Francia (Real Madrid, Milan, Chelsea, Bayern y Paris Saint-Germain); asimismo, ha ganado todos los títulos posibles con Milan y Real Madrid. El 28 de mayo de 2022, consiguió convertirse en el primer técnico de la historia en ganar cuatro veces la Liga de Campeones de la UEFA, tras vencer al Liverpool en la final por 1 a 0. Con este, Ancelotti sumó 23 títulos en toda su carrera como entrenador.
En una entrevista concedida al diario italiano Il Messaggero, Ancelotti dijo que se retiraría al término de su contrato con el Real Madrid, poniendo punto final a cerca de 30 años de carrera como entrenador.
El Real Madrid de Ancelotti comenzó la temporada 2022-23 añadiendo un nuevo título a sus vitrinas, la Supercopa de Europa, tras imponerse al Eintracht Fráncfort por 2 a 0. Posteriormente, el equipo blanco perdió la final de la Supercopa de España contra el FC Barcelona; pero poco después conquistó el Mundial de Clubes, su segundo título del curso. Además, el Real Madrid volvió a ganar la Copa del Rey 9 años después, esta vez ante el Club Atlético Osasuna por 2-1, después de haber derrotado en las rondas previas a Villarreal, Atlético de Madrid y FC Barcelona, siendo su tercer entorchado de la temporada. Por último, el equipo blanco cerró la temporada siendo eliminado por el Manchester City en semifinales de la Liga de Campeones (resultado global de 5-1) y consiguiendo el subcampeonato de Liga.
El 29 de diciembre de 2023, el Real Madrid anunció la renovación del contrato de Ancelotti por dos temporadas más, hasta 2026. El 14 de enero de 2024 el Real Madrid ganó la Supercopa de España tras imponerse en semifinales al Atlético de Madrid por 5-3 en la prórroga y al FC Barcelona en la final por 4-1.
Entre el 4 de mayo y el 1 de junio de 2024, ganó la Liga y su tercera Champions con el Real Madrid respectivamente.
El 15 de agosto ganó la Supercopa de Europa al vencer 2-0 al Atalanta; y posteriormente, también se proclamó campeón de la primera edición de la Copa Intercontinental FIFA, llegando a 31 títulos como entrenador. Sin embargo, durante esta temporada el Madrid de Ancelotti perdió todos los "clásicos": estos serían desde el clásico de pretemporada hasta las finales de la Supercopa de España y la final de la Copa del Rey, además de los dos clásicos pertenecientes de la temporada liguera. Además, el equipo caería eliminado por el Arsenal en cuartos de final de la Liga de Campeones (resultado global de 1-5) y finalmente quedándose con el subcampeonato de Liga. A falta de los últimos tres partidos de la temporada la selección de Brasil anunciaría que Ancelotti sería su próximo entrenador.

### Selección de Brasil
El 12 de mayo de 2025 las redes sociales de la selección brasileña anunciarían a Carlo Ancelotti como próximo entrenador, sin detalles específicos, Ednaldo Rodrigues (Presidente de la confederación brasileña de futbol antes de que lo destituyeran de su cargo unos días después) anunció que Carletto completaría los partidos restantes de las eliminatorias sudamericanas para el Mundial 2026.
En su debut con La Canarinha el partido terminó en empate a ceros en la visita contra la Selección de Ecuador, en el partido siguiente vs Paraguay, Brasil aseguró su participación en la Copa Mundial de la FIFA 2026.

## Vida privada

### Familia
Ancelotti tiene dos hijos: una hija llamada Katia y un hijo llamado Davide, quien fue su segundo entrenador en su etapa en el Everton y en el Real Madrid. Carlo Ancelotti confirmó en una entrevista que se había separado en 2008 de quien fuera esposa por 25 años, Luisa Gibellini.
Posteriormente tuvo una relación sentimental con la rumana Marina Crețu.[cita requerida] En 2011, comenzó a salir con la empresaria canadiense Mariann Barrena McClay, de ascendencia española, con quien contrajo matrimonio en Vancouver en julio de 2014.

### Fraude a Hacienda
La Fiscalía de la Comunidad de Madrid pidió en marzo de 2024 entre 9 meses y 4 años de prisión para Ancelotti por defraudar a Hacienda dos veces, con una cantidad de más de 1 millón de euros entre 2014 y 2015 cuando fue entrenador del Real Madrid por primera vez.   Fue condenado a un año de prisión en julio de 2025 

### Doctoradohonoris causa
En 2023 fue nombrado doctor honoris causa por la Universidad de Parma, recibiendo el máster honorífico en Ciencias y Técnicas de la Actividad Motora Preventiva y Adaptada.

## Estadísticas

### Jugador
| Club          | Div           | Temporada     | Liga  | Liga  | Copas | Copas | Internacional | Internacional | Total | Total | Media goleadora |
| Club          | Div           | Temporada     | Part. | Goles | Part. | Goles | Part.         | Goles         | Part. | Goles | Media goleadora |
| ------------- | ------------- | ------------- | ----- | ----- | ----- | ----- | ------------- | ------------- | ----- | ----- | --------------- |
| Parma F. C.   | 3.ª           | 1976-77       | 1     | —     | 2     | —     | Inaccesibles  | Inaccesibles  | 3     | 0     | 0               |
| Parma F. C.   | 3.ª           | 1977-78       | 21    | 8     | 2     | —     | Inaccesibles  | Inaccesibles  | 23    | 8     | 0.35            |
| Parma F. C.   | 3.ª           | 1978-79       | 33    | 5     | 4     | 2     | Inaccesibles  | Inaccesibles  | 37    | 7     | 0.19            |
| Parma F. C.   | Total         | Total         | 55    | 13    | 8     | 2     | 0             | 0             | 63    | 15    | 0.24            |
| A. S. Roma    | 1.ª           | 1979-80       | 27    | 3     | 9     | —     | —             | —             | 36    | 3     | 0.08            |
| A. S. Roma    | 1.ª           | 1980-81       | 29    | 2     | 6     | 2     | 2             | 1             | 37    | 5     | 0.14            |
| A. S. Roma    | 1.ª           | 1981-82       | 5     | —     | —     | —     | 3             | 1             | 8     | 1     | 0.13            |
| A. S. Roma    | 1.ª           | 1982-83       | 23    | 2     | 3     | —     | 6             | —             | 32    | 2     | 0.06            |
| A. S. Roma    | 1.ª           | 1983-84       | 9     | —     | 5     | —     | 4             | —             | 18    | 0     | 0               |
| A. S. Roma    | 1.ª           | 1984-85       | 22    | 3     | 2     | —     | 3             | —             | 27    | 3     | 0.11            |
| A. S. Roma    | 1.ª           | 1985-86       | 29    | —     | 4     | —     | —             | —             | 33    | 0     | 0               |
| A. S. Roma    | 1.ª           | 1986-87       | 27    | 2     | 7     | 1     | 2             | —             | 36    | 3     | 0.08            |
| A. S. Roma    | Total         | Total         | 171   | 12    | 36    | 3     | 20            | 2             | 227   | 17    | 0.07            |
| Milan A. C.   | 1.ª           | 1987-88       | 27    | 2     | 7     | —     | 4             | —             | 38    | 2     | 0.05            |
| Milan A. C.   | 1.ª           | 1988-89       | 28    | 2     | 3     | —     | 7             | 1             | 38    | 3     | 0.08            |
| Milan A. C.   | 1.ª           | 1989-90       | 24    | 3     | 4     | —     | 7             | —             | 35    | 3     | 0.09            |
| Milan A. C.   | 1.ª           | 1990-91       | 21    | 1     | 4     | —     | 6             | —             | 31    | 1     | 0.03            |
| Milan A. C.   | 1.ª           | 1991-92       | 12    | 2     | 6     | —     | —             | —             | 18    | 2     | 0.11            |
| Milan A. C.   | Total         | Total         | 112   | 10    | 23    | 0     | 25            | 1             | 160   | 11    | 0.07            |
| Total carrera | Total carrera | Total carrera | 338   | 35    | 67    | 5     | 45            | 3             | 450   | 43    | 0.10            |
| 1. 2. 3.      |               |               |       |       |       |       |               |               |       |       |                 |

### Entrenador

#### Clubes
| Equipo                      | Div.         | Temporada    | Liga  | Liga | Liga | Liga | Liga |       | Copa | Copa | Copa | Copa  |     | Internacional | Internacional | Internacional | Internacional | Internacional |    | Otros | Otros | Otros | Otros |     | Totales     | Totales | Totales | Totales | Totales | Totales | Totales | Totales |
| Equipo                      | Div.         | Temporada    | Part. | G    | E    | P    | Pos. | Part. | G    | E    | P    | Part. | G   | E             | P             | Pos.          | Part.         | G             | E  | P     | Part. | G     | E     | P   | Rendimiento | GF      | GC      | Dif.    |         |         |         |         |
| --------------------------- | ------------ | ------------ | ----- | ---- | ---- | ---- | ---- | ----- | ---- | ---- | ---- | ----- | --- | ------------- | ------------- | ------------- | ------------- | ------------- | -- | ----- | ----- | ----- | ----- | --- | ----------- | ------- | ------- | ------- | ------- | ------- | ------- | ------- |
| Reggiana · Italia           | 2.ª          | 1995-96      | 38    | 16   | 13   | 9    | 4.º  | 3     | 1    | 1    | 1    | -     | -   | -             | -             | -             | 4             | 0             | 2  | 2     | 45    | 17    | 16    | 12  | 49.63%      | 48      | 41      | +7      |         |         |         |         |
| Parma · Italia              | 1.ª          | 1996-97      | 34    | 18   | 9    | 7    | 2.º  | 1     | 0    | 0    | 1    | 2     | 1   | 0             | 1             | 1.ªR          | -             | -             | -  | -     | 37    | 19    | 9     | 9   | 59.46%      | 44      | 32      | +12     |         |         |         |         |
| Parma · Italia              | 1.ª          | 1997-98      | 34    | 15   | 12   | 7    | 6.º  | 8     | 4    | 3    | 1    | 8     | 4   | 3             | 1             | FG            | -             | -             | -  | -     | 50    | 23    | 18    | 9   | 58%         | 80      | 53      | +27     |         |         |         |         |
| Parma · Italia              | Total        | Total        | 68    | 33   | 21   | 14   | -    | 9     | 4    | 3    | 2    | 10    | 5   | 3             | 2             | -             | -             | -             | -  | -     | 87    | 42    | 27    | 18  | 58.62%      | 124     | 85      | +39     |         |         |         |         |
| Juventus · Italia           | 1.ª          | 1998-99      | 16    | 8    | 5    | 3    | 6.º  | -     | -    | -    | -    | 4     | 1   | 2             | 1             | 1/2           | -             | -             | -  | -     | 20    | 9     | 7     | 4   | 56.67%      | 27      | 20      | +7      |         |         |         |         |
| Juventus · Italia           | 1.ª          | 1999-00      | 34    | 21   | 8    | 5    | 2.º  | 4     | 3    | 0    | 1    | 8     | 5   | 1             | 2             | 1/8           | 6             | 3             | 3  | 0     | 52    | 32    | 12    | 8   | 69.23%      | 87      | 40      | +47     |         |         |         |         |
| Juventus · Italia           | 1.ª          | 2000-01      | 34    | 21   | 10   | 3    | 2.º  | 2     | 0    | 1    | 1    | 6     | 1   | 3             | 2             | FG            | -             | -             | -  | -     | 42    | 22    | 14    | 6   | 63.49%      | 71      | 41      | +30     |         |         |         |         |
| Juventus · Italia           | Total        | Total        | 84    | 50   | 23   | 11   | -    | 6     | 3    | 1    | 2    | 18    | 7   | 6             | 5             | -             | 6             | 3             | 3  | 0     | 114   | 63    | 33    | 18  | 64.91%      | 185     | 101     | +84     |         |         |         |         |
| AC Milan · Italia           | 1.ª          | 2001-02      | 25    | 10   | 10   | 5    | 4.º  | 6     | 3    | 2    | 1    | 8     | 4   | 1             | 3             | 1/2           | -             | -             | -  | -     | 39    | 17    | 13    | 9   | 54.7%       | 49      | 35      | +14     |         |         |         |         |
| AC Milan · Italia           | 1.ª          | 2002-03      | 34    | 18   | 7    | 9    | 3.º  | 8     | 4    | 4    | 0    | 19    | 10  | 4             | 5             | 1.º           | -             | -             | -  | -     | 61    | 32    | 15    | 14  | 60.66%      | 97      | 54      | +43     |         |         |         |         |
| AC Milan · Italia           | 1.ª          | 2003-04      | 34    | 25   | 7    | 2    | 1.º  | 6     | 4    | 0    | 2    | 10    | 5   | 2             | 3             | 1/4           | 3             | 1             | 2  | 0     | 53    | 35    | 11    | 7   | 72.96%      | 87      | 43      | +44     |         |         |         |         |
| AC Milan · Italia           | 1.ª          | 2004-05      | 38    | 23   | 10   | 5    | 2.º  | 4     | 3    | 0    | 1    | 13    | 9   | 2             | 2             | 2.º           | 1             | 1             | 0  | 0     | 56    | 36    | 12    | 8   | 71.43%      | 97      | 44      | +53     |         |         |         |         |
| AC Milan · Italia           | 1.ª          | 2005-06      | 38    | 28   | 4    | 6    | 3.º  | 4     | 3    | 0    | 1    | 12    | 5   | 5             | 2             | 1/2           | -             | -             | -  | -     | 54    | 36    | 9     | 9   | 72.23%      | 113     | 48      | +65     |         |         |         |         |
| AC Milan · Italia           | 1.ª          | 2006-07      | 38    | 19   | 12   | 7    | 4.º  | 6     | 3    | 1    | 2    | 15    | 9   | 3             | 3             | 1.º           | -             | -             | -  | -     | 59    | 31    | 16    | 12  | 61.58%      | 91      | 56      | +35     |         |         |         |         |
| AC Milan · Italia           | 1.ª          | 2007-08      | 38    | 18   | 10   | 10   | 5.º  | 2     | 0    | 1    | 1    | 8     | 4   | 2             | 2             | 1/8           | 3             | 3             | 0  | 0     | 51    | 25    | 13    | 13  | 57.52%      | 88      | 51      | +37     |         |         |         |         |
| AC Milan · Italia           | 1.ª          | 2008-09      | 38    | 22   | 8    | 8    | 3.º  | 1     | 0    | 0    | 1    | 8     | 4   | 4             | 0             | 1/16          | -             | -             | -  | -     | 47    | 26    | 12    | 9   | 63.83%      | 86      | 46      | +40     |         |         |         |         |
| AC Milan · Italia           | Total        | Total        | 283   | 163  | 68   | 52   | -    | 37    | 20   | 8    | 9    | 93    | 50  | 23            | 20            | -             | 7             | 5             | 2  | 0     | 420   | 238   | 101   | 81  | 64.69%      | 708     | 377     | +331    |         |         |         |         |
| Chelsea Inglaterra          | 1.ª          | 2009-10      | 38    | 27   | 5    | 6    | 1.º  | 9     | 8    | 1    | 0    | 8     | 4   | 2             | 2             | 1/8           | 1             | 0             | 1  | 0     | 56    | 39    | 9     | 8   | 75%         | 142     | 45      | +103    |         |         |         |         |
| Chelsea Inglaterra          | 1.ª          | 2010-11      | 38    | 21   | 8    | 9    | 2.º  | 4     | 1    | 2    | 1    | 10    | 6   | 1             | 3             | 1/4           | 1             | 0             | 0  | 1     | 53    | 28    | 11    | 14  | 59.75%      | 99      | 49      | +50     |         |         |         |         |
| Chelsea Inglaterra          | Total        | Total        | 76    | 48   | 13   | 15   | -    | 13    | 9    | 3    | 1    | 18    | 10  | 3             | 5             | -             | 2             | 0             | 1  | 1     | 109   | 67    | 20    | 22  | 67.59%      | 241     | 94      | +147    |         |         |         |         |
| Paris Saint-Germain Francia | 1.ª          | 2011-12      | 19    | 11   | 6    | 2    | 2.º  | 4     | 3    | 0    | 1    | -     | -   | -             | -             | -             | -             | -             | -  | -     | 23    | 14    | 6     | 3   | 69.57%      | 52      | 28      | +24     |         |         |         |         |
| Paris Saint-Germain Francia | 1.ª          | 2012-13      | 38    | 25   | 8    | 5    | 1.º  | 6     | 4    | 2    | 0    | 10    | 6   | 3             | 1             | 1/4           | -             | -             | -  | -     | 54    | 35    | 13    | 6   | 72.83%      | 101     | 36      | +65     |         |         |         |         |
| Paris Saint-Germain Francia | Total        | Total        | 57    | 36   | 14   | 7    | -    | 10    | 7    | 2    | 1    | 10    | 6   | 3             | 1             | -             | -             | -             | -  | -     | 77    | 49    | 19    | 9   | 71.87%      | 153     | 64      | +89     |         |         |         |         |
| Real Madrid · España        | 1.ª          | 2013-14      | 38    | 27   | 6    | 5    | 3.º  | 9     | 8    | 1    | 0    | 13    | 11  | 1             | 1             | 1.º           | -             | -             | -  | -     | 60    | 46    | 8     | 6   | 81.11%      | 160     | 49      | +111    |         |         |         |         |
| Real Madrid · España        | 1.ª          | 2014-15      | 38    | 30   | 2    | 6    | 2.º  | 4     | 2    | 1    | 1    | 12    | 8   | 2             | 2             | 1/2           | 5             | 3             | 1  | 1     | 59    | 43    | 6     | 10  | 76.27%      | 162     | 54      | +108    |         |         |         |         |
| Bayern Munich · Alemania    | 1.ª          | 2016-17      | 34    | 25   | 7    | 2    | 1.º  | 5     | 4    | 0    | 1    | 10    | 6   | 0             | 4             | 1/4           | 1             | 1             | 0  | 0     | 50    | 36    | 7     | 7   | 76.67%      | 132     | 40      | +92     |         |         |         |         |
| Bayern Munich · Alemania    | 1.ª          | 2017-18      | 6     | 4    | 1    | 1    | Inc. | 1     | 1    | 0    | 0    | 2     | 1   | 0             | 1             | Inc.          | 1             | 0             | 1  | 0     | 10    | 6     | 2     | 2   | 66.67%      | 24      | 10      | +14     |         |         |         |         |
| Bayern Munich · Alemania    | Total        | Total        | 40    | 29   | 8    | 3    | -    | 6     | 5    | 0    | 1    | 12    | 7   | 0             | 5             | -             | 2             | 1             | 1  | 0     | 60    | 42    | 9     | 9   | 75%         | 156     | 50      | +106    |         |         |         |         |
| SSC Napoli · Italia         | 1.ª          | 2018-19      | 38    | 24   | 7    | 7    | 2.º  | 2     | 1    | 0    | 1    | 12    | 5   | 3             | 4             | 1/4           | -             | -             | -  | -     | 52    | 30    | 10    | 12  | 64.1%       | 92      | 50      | +42     |         |         |         |         |
| SSC Napoli · Italia         | 1.ª          | 2019-20      | 15    | 5    | 6    | 4    | Inc. | -     | -    | -    | -    | 6     | 3   | 3             | 0             | Inc.          | -             | -             | -  | -     | 21    | 8     | 9     | 4   | 52.39%      | 35      | 23      | +12     |         |         |         |         |
| SSC Napoli · Italia         | Total        | Total        | 53    | 29   | 13   | 11   | -    | 2     | 1    | 0    | 1    | 18    | 8   | 6             | 4             | -             | -             | -             | -  | -     | 73    | 38    | 19    | 16  | 60.73%      | 127     | 73      | +54     |         |         |         |         |
| Everton Inglaterra          | 1.ª          | 2019-20      | 20    | 8    | 6    | 6    | 12.º | 1     | 0    | 0    | 1    | -     | -   | -             | -             | -             | -             | -             | -  | -     | 21    | 8     | 6     | 7   | 47.62%      | 24      | 28      | -4      |         |         |         |         |
| Everton Inglaterra          | 1.ª          | 2020-21      | 38    | 17   | 8    | 13   | 10.º | 8     | 6    | 0    | 2    | -     | -   | -             | -             | -             | -             | -             | -  | -     | 46    | 23    | 8     | 15  | 55.8%       | 69      | 60      | +9      |         |         |         |         |
| Everton Inglaterra          | Total        | Total        | 58    | 25   | 14   | 19   | -    | 9     | 6    | 0    | 3    | -     | -   | -             | -             | -             | -             | -             | -  | -     | 67    | 31    | 14    | 22  | 53.24%      | 93      | 88      | +5      |         |         |         |         |
| Real Madrid · España        | 1.ª          | 2021-22      | 38    | 26   | 8    | 4    | 1.º  | 3     | 2    | 0    | 1    | 13    | 9   | 0             | 4             | 1.º           | 2             | 2             | 0  | 0     | 56    | 39    | 8     | 9   | 74.4%       | 119     | 50      | +69     |         |         |         |         |
| Real Madrid · España        | 1.ª          | 2022-23      | 38    | 24   | 6    | 8    | 2.º  | 6     | 5    | 0    | 1    | 12    | 8   | 2             | 2             | 1/2           | 5             | 3             | 1  | 1     | 61    | 40    | 9     | 12  | 70.49%      | 127     | 62      | +65     |         |         |         |         |
| Real Madrid · España        | 1.ª          | 2023-24      | 38    | 29   | 8    | 1    | 1.º  | 2     | 1    | 0    | 1    | 13    | 9   | 4             | 0             | 1.º           | 2             | 2             | 0  | 0     | 55    | 41    | 12    | 2   | 81.82%      | 129     | 50      | +79     |         |         |         |         |
| Real Madrid · España        | 1.ª          | 2024-25      | 38    | 26   | 6    | 6    | 2.º  | 6     | 4    | 1    | 1    | 14    | 8   | 0             | 6             | 1/4           | 4             | 3             | 0  | 1     | 62    | 41    | 7     | 14  | 69.89%      | 137     | 76      | +61     |         |         |         |         |
| Real Madrid · España        | Total        | Total        | 228   | 162  | 36   | 30   | -    | 30    | 22   | 3    | 5    | 77    | 53  | 9             | 15            | -             | 18            | 13            | 2  | 3     | 353   | 250   | 50    | 53  | 75.54%      | 834     | 341     | +493    |         |         |         |         |
| Total clubes                | Total clubes | Total clubes | 985   | 591  | 223  | 171  | -    | 125   | 78   | 21   | 26   | 256   | 146 | 53            | 57            | -             | 39            | 22            | 11 | 6     | 1405  | 837   | 308   | 260 | 66.88%      | 2669    | 1314    | +1355   |         |         |         |         |
| 1. 2. 3.                    |              |              |       |      |      |      |      |       |      |      |      |       |     |               |               |               |               |               |    |       |       |       |       |     |             |         |         |         |         |         |         |         |

#### Selección
| Brasil              | 2024-25             | -   | -   | -   | -   | - | 2   | 1  | 1  | 0  | -   | -   | -  | -  | - | -  | -  | -  | - | 2    | 1   | 1   | 0   | 66.67% | 1    | 0    | +1    |
| Brasil              | 2025-26             | -   | -   | -   | -   | - | 0   | 0  | 0  | 0  | 0   | 0   | 0  | 0  | - | 0  | 0  | 0  | 0 | 0    | 0   | 0   | 0   | 0%     | 0    | 0    | +0    |
| Brasil              | Total               | 0   | 0   | 0   | 0   | - | 2   | 1  | 1  | 0  | 0   | 0   | 0  | 0  | - | 0  | 0  | 0  | 0 | 2    | 1   | 1   | 0   | 66.67% | 1    | 0    | +1    |
| Total en su carrera | Total en su carrera | 985 | 591 | 223 | 171 | - | 127 | 79 | 22 | 26 | 256 | 146 | 53 | 57 | - | 39 | 22 | 11 | 6 | 1407 | 838 | 309 | 260 | 66.88% | 2670 | 1314 | +1356 |

#### Resumen por competiciones
| Competición                      | Partidos | Ganados | Empatados | Perdidos | %      | Resultado           |
| Clubes                           | Clubes   | Clubes  | Clubes    | Clubes   | Clubes | Clubes              |
| -------------------------------- | -------- | ------- | --------- | -------- | ------ | ------------------- |
| Serie B                          | 38       | 16      | 13        | 9        | 53.51% | 4.º lugar           |
| Serie A                          | 488      | 275     | 125       | 88       | 64.89% | Campeón             |
| Copa Italia                      | 57       | 29      | 13        | 15       | 58.48% | Campeón             |
| Copa Anglo-Italiana              | 4        | 0       | 2         | 2        | 16.67% | Fase de grupos      |
| Supercopa de Italia              | 2        | 1       | 1         | 0        | 66.67% | Campeón             |
| Premier League                   | 134      | 73      | 27        | 34       | 61.2%  | Campeón             |
| FA Cup                           | 14       | 10      | 2         | 2        | 76.19% | Campeón             |
| EFL Cup                          | 8        | 5       | 1         | 2        | 66.67% | Quinta ronda        |
| Community Shield                 | 2        | 0       | 1         | 1        | 16.67% | Campeón             |
| Ligue 1                          | 57       | 36      | 14        | 7        | 71.35% | Campeón             |
| Copa de Francia                  | 8        | 6       | 1         | 1        | 79.17% | Cuartos de final    |
| Copa de la Liga de Francia       | 2        | 1       | 1         | 0        | 66.67% | Cuartos de final    |
| LaLiga                           | 228      | 162     | 36        | 30       | 76.31% | Campeón             |
| Copa del Rey                     | 30       | 22      | 3         | 5        | 76.66% | Campeón             |
| Supercopa de España              | 10       | 5       | 2         | 3        | 56.67% | Campeón             |
| Bundesliga                       | 40       | 29      | 8         | 3        | 79.17% | Campeón             |
| Copa de Alemania                 | 6        | 5       | 0         | 1        | 83.33% | Semifinales         |
| Supercopa de Alemania            | 2        | 1       | 1         | 0        | 66.67% | Campeón             |
| Copa Intercontinental            | 1        | 0       | 1         | 0        | 33.33% | Subcampeón          |
| Copa Intertoto de la UEFA        | 6        | 3       | 3         | 0        | 66.67% | Campeón             |
| Liga de Campeones de la UEFA     | 224      | 129     | 47        | 48       | 64.58% | Campeón             |
| Liga Europea de la UEFA          | 32       | 17      | 6         | 9        | 59.38% | Semifinales         |
| Supercopa de la UEFA             | 5        | 5       | 0         | 0        | 100%   | Campeón             |
| Mundial de Clubes de la FIFA     | 6        | 6       | 0         | 0        | 100%   | Campeón             |
| Copa Intercontinental de la FIFA | 1        | 1       | 0         | 0        | 100%   | Campeón             |
| Total clubes                     | 1405     | 837     | 308       | 260      | 66.88% | 31 Títulos          |
| Selección                        |          |         |           |          |        |                     |
| Copa América                     | 0        | 0       | 0         | 0        | 0%     | Próximamente (2028) |
| Clasificatorias Mundial          | 2        | 1       | 1         | 0        | 66.67% | En disputa          |
| Mundial                          | 0        | 0       | 0         | 0        | 0%     | Próximamente (2026) |
| Amistosos                        | 0        | 0       | 0         | 0        | 0%     | +0 PG               |
| Total selección                  | 2        | 1       | 1         | 0        | 66.67% | Sin Títulos         |
| Total en su carrera              | 1407     | 838     | 309       | 260      | 66.88% | 31 Títulos          |

## Palmarés

### Como jugador

#### Campeonatos nacionales
| Título              | Club        | País   | Año  |
| ------------------- | ----------- | ------ | ---- |
| Copa Italia         | A. S. Roma  | Italia | 1980 |
| Copa Italia         | A. S. Roma  | Italia | 1981 |
| Serie A             | A. S. Roma  | Italia | 1983 |
| Copa Italia         | A. S. Roma  | Italia | 1984 |
| Copa Italia         | A. S. Roma  | Italia | 1986 |
| Serie A             | Milan A. C. | Italia | 1988 |
| Supercopa de Italia | Milan A. C. | Italia | 1988 |
| Serie A             | Milan A. C. | Italia | 1992 |

#### Campeonatos internacionales
| Título                | Club        | Sede      | Año  |
| --------------------- | ----------- | --------- | ---- |
| Champions League      | Milan A. C. | Barcelona | 1989 |
| Supercopa de Europa   | Milan A. C. | Milán     | 1989 |
| Copa Intercontinental | Milan A. C. | Tokio     | 1989 |
| Champions League      | Milan A. C. | Viena     | 1990 |
| Supercopa de Europa   | Milan A. C. | Bolonia   | 1990 |
| Copa Intercontinental | Milan A. C. | Tokio     | 1990 |

### Como entrenador (31)

#### Campeonatos nacionales
| Título                | Club                      | País       | Año  |
| --------------------- | ------------------------- | ---------- | ---- |
| Copa Italia           | A. C. Milan               | Italia     | 2003 |
| Serie A               | A. C. Milan               | Italia     | 2004 |
| Supercopa de Italia   | A. C. Milan               | Italia     | 2004 |
| Community Shield      | Chelsea F. C.             | Inglaterra | 2009 |
| Premier League        | Chelsea F. C.             | Inglaterra | 2010 |
| FA Cup                | Chelsea F. C.             | Inglaterra | 2010 |
| Ligue 1               | París Saint-Germain F. C. | Francia    | 2013 |
| Copa del Rey          | Real Madrid C. F.         | España     | 2014 |
| Supercopa de Alemania | F. C. Bayern              | Alemania   | 2016 |
| Bundesliga            | F. C. Bayern              | Alemania   | 2017 |
| Supercopa de Alemania | F. C. Bayern              | Alemania   | 2017 |
| Supercopa de España   | Real Madrid C. F.         | España     | 2022 |
| La Liga               | Real Madrid C. F.         | España     | 2022 |
| Copa del Rey          | Real Madrid C. F.         | España     | 2023 |
| Supercopa de España   | Real Madrid C. F.         | España     | 2024 |
| La Liga               | Real Madrid C. F.         | España     | 2024 |

#### Campeonatos internacionales
| Título                           | Club              | Sede       | Año  |
| -------------------------------- | ----------------- | ---------- | ---- |
| Copa Intertoto                   | Juventus F. C.    | Rennes     | 1999 |
| Champions League                 | A. C. Milan       | Mánchester | 2003 |
| Supercopa de Europa              | A. C. Milan       | Mónaco     | 2003 |
| Champions League                 | A. C. Milan       | Atenas     | 2007 |
| Supercopa de Europa              | A. C. Milan       | Mónaco     | 2007 |
| Mundial de Clubes                | A. C. Milan       | Yokohama   | 2007 |
| Champions League                 | Real Madrid C. F. | Lisboa     | 2014 |
| Supercopa de Europa              | Real Madrid C. F. | Cardiff    | 2014 |
| Mundial de Clubes                | Real Madrid C. F. | Marrakech  | 2014 |
| Champions League                 | Real Madrid C. F. | París      | 2022 |
| Supercopa de Europa              | Real Madrid C. F. | Helsinki   | 2022 |
| Mundial de Clubes                | Real Madrid C. F. | Rabat      | 2022 |
| Champions League                 | Real Madrid C. F. | Londres    | 2024 |
| Supercopa de Europa              | Real Madrid C. F. | Varsovia   | 2024 |
| Copa Intercontinental de la FIFA | Real Madrid C. F. | Lusail     | 2024 |

#### Distinciones individuales
| Distinción                                        | Año              |
| ------------------------------------------------- | ---------------- |
| Entrenador del Año de la Serie A                  | 2001, 2004       |
| Panchina d'Oro                                    | 2003, 2004       |
| Entrenador del Año de la UEFA                     | 2003, 2022       |
| Premio World Soccer - Mejor Entrenador de Europa  | 2003             |
| Premio IFFHS - Mejor Entrenador de Club del Mundo | 2007, 2014, 2022 |
| Entrenador del Año de la Ligue 1                  | 2013             |
| Premio Enzo Bearzot                               | 2014             |
| Premio Globe Soccer Awards al entrenador del año  | 2014, 2022       |
| Trofeo Miguel Muñoz- Mejor Entrenador La Liga     | 2015, 2022       |
| Premio Onze d'Or al entrenador del año            | 2022             |
| Trofeo Johan Cruyff                               | 2024             |
| Premio The Best FIFA                              | 2024             |

#### Clasificaciones de los mejores entrenadores de todos los tiempos
| Premio          | Posición | Año  | Referencias   |
| --------------- | -------- | ---- | ------------- |
| France Football | 8.º      | 2019 | [ 93 ] [ 94 ] |